# Downham (Lancashire)
Pour les articles homonymes, voir Downham (homonymie).
Downham est un village et une paroisse civile du Lancashire, en Angleterre.